# .ar
.ar (Argentina) é o código TLD (ccTLD) da Internet para a Argentina e é administrado pelo Ministério das Relações internacionais da Argentina.
O registro pode ser feito no terceiro nível em diversas categorias ou em segundo nível diretamente sob o .ar, desde que o número mínimo de quatro caracteres seja respeitado, uma vez que domínios de três ou menos caracteres diretamente sob o .ar, foram reservados pelo registro.
Os domínios ' .bet.ar ', ' .coop.ar ', ' .gob.ar ', ' .int.ar ', ' .mil.ar ', '.mutual.ar ', '. org.ar ' e '.seg.ar' , só podem ser cadastrados por Pessoas Jurídicas, com restrições a serem cumpridas pelo solicitante.
Para registrar um domínio nas zonas ' .bet.ar ', ' .coop.ar ', ' .gob.ar ', ' .int.ar ', ' .mil.ar ', ' .musica.ar ', ' .mutual.ar ', ' .org.ar ', ' .senasa.ar ', '.seg.ar' ou '.tur.ar ' o solicitante deve completar previamente o Procedimento de Qualificação de Zonas Especiais .

## Categorias
- .com.ar - Uso Geral, destinado as Pessoas Físicas e Jurídicas Nacionais ou Estrangeiras (desde que apresentem algum documento,[4] tais como Passaporte para Argentina ou algum tipo de registro no Mercosul),
- .edu.ar[5] - (Uso Restrito), destinado as Entidades de Ensino e Pesquisa, sendo delegado a ARIU (Associação de Redes de Interconexação Universitária).
- .esc.edu.ar - (Uso Restrito), destinado as Escolas de Ensino Fundamental, Médio e Técnico, sendo delegado a RETINA,[6] uma divisão da ARIU.
- .gov.ar e .gob.ar - Destinado as Entidades Governamentais da Argentina.
- .int.ar - Destinado as Entidades Estrangeiras e Internacionais que atuem na Argentina, devendo possuir
- certificação do Ministério de Relações Exteriores.
- .mil.ar - (Uso Restrito), destinado as Entidades Militares da Argentina.
- .net.ar - Destinado as Pessoas Jurídicas Nacionais ou  Estrangeiras que atuem na Internet, devendo possuir
- licença outorgada pela Autoridade Federal de Tecnologias da Informação e Comunicação (AFTIC).
- .org.ar - Destinado as Entidades não Governamentais. Registro permitido apenas para Pessoas Jurídicas.
- .tur.ar[7] - Destinado as Empresas de Turismo credenciadas pelo Ministério do Turismo. Também podem registrar
- domínios sob o .tur.ar, entidades Governamentais, Províncias, Municípios e Regiões da Argentina.
- .ar [8]- (uso Restrito), Registro Permitido Apenas para Entidades Governamentais, e algumas Exceções para Entidades Não Governamentais.
- .seg.ar[9] - Destinado as Empresas de Seguros.

Em 8 de Setembro de 2008, os domínios sob o .ar, passaram aceitar registro com caracteres especiais.

Em 2014, foi publicada uma nova resolução, estabelecendo Novos Preços para o Registro de domínios.